# Rang (Differentialgeometrie)
Im mathematischen Teilgebiet der Differentialgeometrie misst der Rang das Vorhandensein von Flachs in einer Riemannschen Mannigfaltigkeit.

## Definition
Sei {\displaystyle M} eine Riemannsche Mannigfaltigkeit und {\displaystyle p\in M}.
Der Rang in {\displaystyle p} ist die maximale Anzahl linear unabhängiger, paralleler Jacobi-Felder entlang Geodäten durch {\displaystyle p}.
Der Rang von {\displaystyle M} ist das Minimum des Rangs in allen Punkten von {\displaystyle M}.

## Rangstarrheit
Das Phänomen der Rangstarrheit besagt, dass nur für sehr spezielle Riemannsche Mannigfaltigkeiten der Rang größer ist als 1.